# Montrell Washington
Montrell Washington (Canton, 14 marzo 1999) è un giocatore di football americano statunitense che milita nel ruolo di wide receiver per i New York Giants della National Football League (NFL).

## Carriera

### Denver Broncos
Washington al college giocò a football alla Samford University. Fu scelto nel corso del quinto giro (162º assoluto) nel Draft NFL 2022 dai Denver Broncos. Nella sua stagione da rookie giocò principalmente come kick returner, ruolo in cui guadagnò 611 yard. In attacco fece registrare 4 ricezioni per 2 yard in 15 presenze, una delle quali come titolare.

### Kansas City Chiefs
Il 31 agosto 2023 Washington firmò con la squadra di allenamento dei Kansas City Chiefs.

### New York Giants
Il 14 febbraio 2025 Washington firmò con i New York Giants.

## Palmarès
- Super Bowl : 1

Kansas City Chiefs: LVIII
- National Football Conference Championship: 1

Kansas City Chiefs: 2023